# Damn Small Linux
Damn Small Linux, DSL, är en variant av Knoppix Linux som bantats ner till ett litet format. Hela operativsystemet inklusive programvaror ryms på 50 megabyte (MB). 
DSL har även bra support då #damnsmalllinux finns på Freenode. 

## Installation
Damn Small Linux levereras på en Live CD. Det innebär att hela operativsystemet körs från en CD, och ingenting lagras på hårddisken. Detta gör att man får ett långsamt operativsystem med dålig prestanda, och eventuellt ont om lagringsutrymme. Vid starten kan man därför välja att kopiera operativsystemet till datorns arbetsminne. Eftersom DSL bara kräver 50 MB i utrymme är det inget problem på moderna persondatorer. 
I nya versioner av DSL ingår det ändå verktyg för att installera DSL permanent på hårddisken, eller till och med på ett USB-minne, för vana användare som vill ha DSL permanent.

## Användning
Det är väldigt lätt att komma igång med DSL när man startar det för första gången. Förutom att det inte krävs någon egentlig installation av operativsystemet är dessutom alla program redan i princip färdiga att använda. 

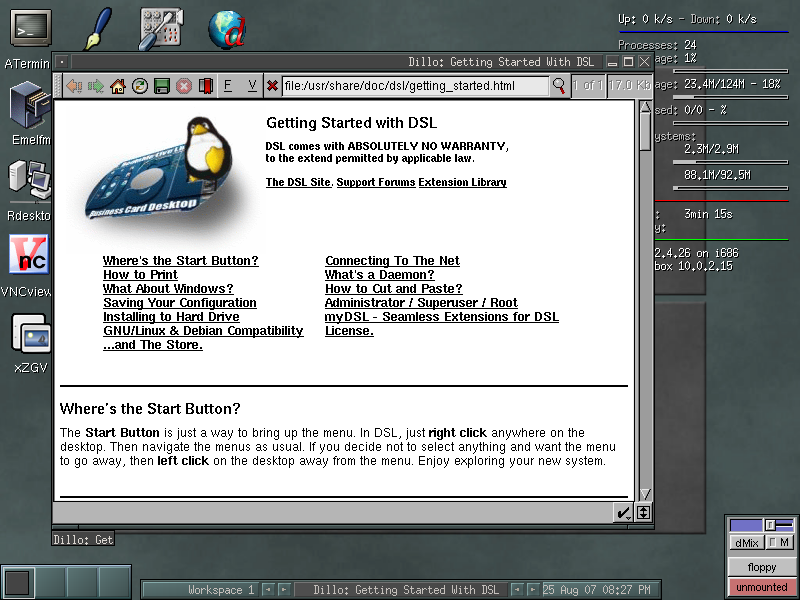
Damn Small Linux 3.3.

När man sedan stänger av datorn sparas automatiskt det mesta av ens inställningar och filer på ett USB-minne eller en diskett, eller på hårddisken om den har ett kompatibelt filsystem. Nästa gång DSL startas laddas de filerna automatiskt in i datorns minne. Detta gör DSL lämpligt för nybörjare som vill prova Linux för första gången. DSL är också bra om man vill använda Linux men inte har någon möjlighet att installera det, till exempel på grund av att man redan har installerat ett annat operativsystem på datorn, och inte har någon ledig partition på hårddisken. 

## Programvaror
Den lilla filstorleken på 50 MB gör att det är mycket som inte får plats i DSL, men det finns ändå en del grundläggande program för många användningsområden. Exempel på programvaror som ingår är:
- Filhanteraren emelFM
- Fönsterhanterarna JWM och Fluxbox
- Webbläsarna Dillo, Firefox och Netrik
- E-postklienten Sylpheed
- Musikspelaren XMMS
- Bildbehandlingsprogrammet Xpaint
- Ordbehandlaren Ted
- PDF-programmet Xpdf
- Kalkylprogrammet Scheme In A Grid (Siag)
- Chatklienten Naim (för AIM, ICQ och IRC)
- IP-telefoniprogrammet Gphone

## Utökningar
Många GNU-programvaror har tagits bort för att DSL ska få plats på 50 MB. Det finns dock möjligheter att utöka DSL för bättre kompatibilitet. För detta finns en inbyggd pakethanterare, myDSL,  med ett stort arkiv av utökningar. Man väljer en utökning varefter den automatiskt laddas ner från en internetserver. När man sedan vill använda utökningen packar man upp paketet med det inbyggda verktyget "mydsl-load".

## Varianter
Damn Small Linux kan också köras via en emulator som körs inuti ett annat operativsystem, till exempel Windows.